# 닛산 사쿠라
닛산 사쿠라(영어: Nissan Sakura, 일본어: 日産・サクラ)는 닛산 자동차에서 판매하고 NMKV에서 생산하는 배터리식 전기 자동차이고 차명인 사쿠라는 일본어로 '벚꽃'을 의미한다.  2022년 5월 20일 닛산 자동차의 첫 번째 배터리식 전기 경자동차로 소개되었다. 가솔린 구동 eK X와 동일한 본체를 공유하는 미쓰비시 eK X EV와 동시에 생산이 시작되었으며 디자인은 2019년에 선보인 IMk 컨셉트에서 미리 볼 수 있었다.
최고출력은 47 kW (63 hp; 64 PS) 이고 최대토크가 195 N·m (20 kg·m; 144 lb·ft)이고 최고 속도가 130 km/h (81 mph)인 단일 전기 모터로 구동된다. 주요 등급은 S, X 및 G이며 2022년 중반에 일본에서 판매가 진행되었다.
2022년 12월에 미쓰비시 eK X EV와 함께 2022-2023 일본 카 오브 더 이어에 선정되었다.

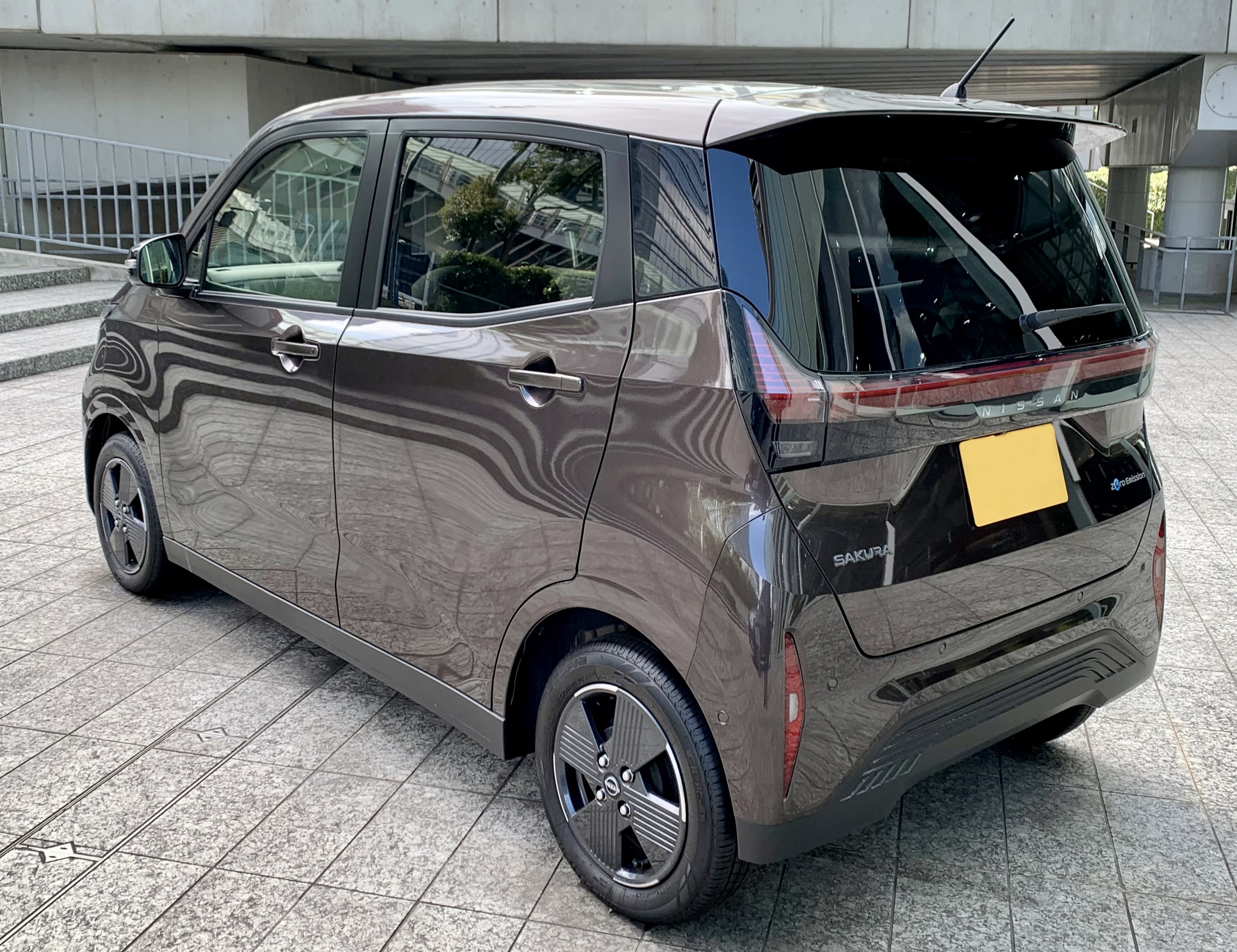
닛산 사쿠라 후측면
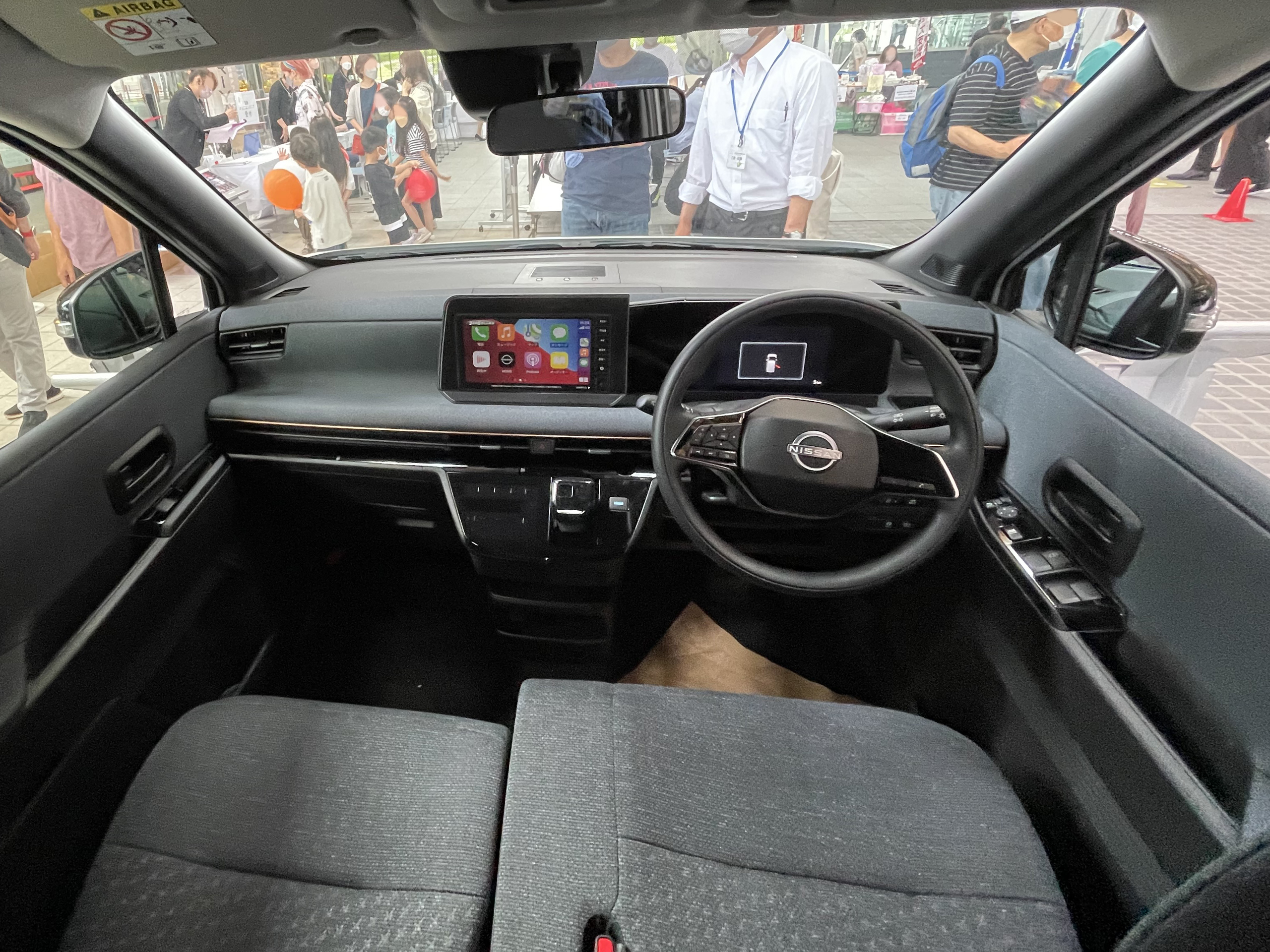
닛산 사쿠라 실내